# Bohaniv, Varva
Bohaniv (în ucraineană Боханів) este un sat în comuna Kuharka din raionul Varva, regiunea Cernihiv, Ucraina.

## Demografie
Componența lingvistică a localității Bohaniv
     Ucraineană (100%)
Conform recensământului din 2001, toată populația localității Bohaniv era vorbitoare de ucraineană (100%).